# Lispe setuligera
Lispe setuligera är en tvåvingeart som beskrevs av Stein 1911. Lispe setuligera ingår i släktet Lispe och familjen husflugor. Inga underarter finns listade i Catalogue of Life.